# Station Oostzaan

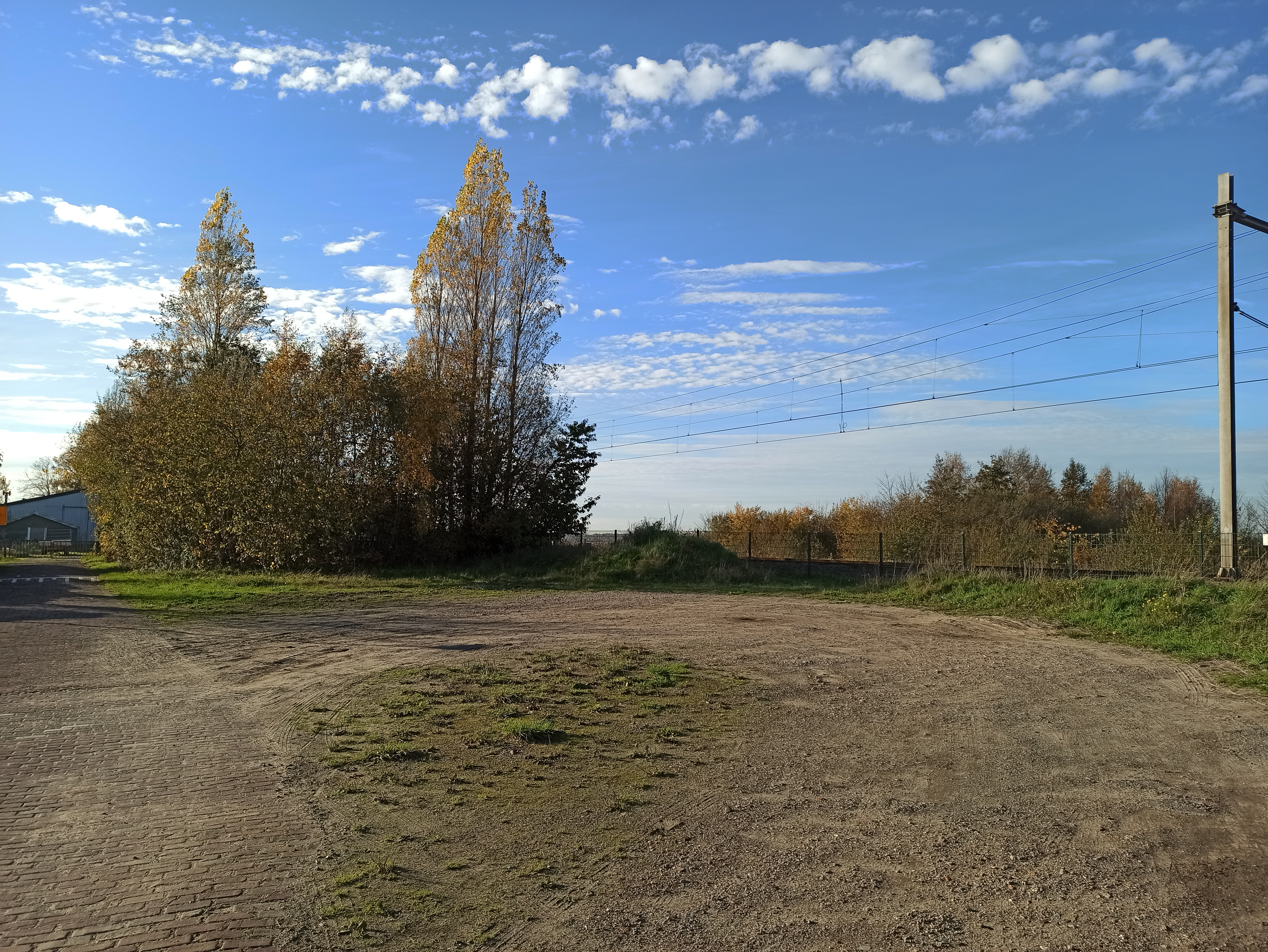
De locatie van het voormalige station Oostzaan aan de Stationsstraat

Station Oostzaan is een voormalig treinstation aan de spoorlijn Zaandam - Enkhuizen. Het station van Oostzaan, gelegen in de buurtschap De Haal, was geopend van 20 mei 1884 tot 15 mei 1938. Het stationsgebouw raakte daarna in verval en is in de zomer van 1967 afgebroken. 
Op 21 december 2010 stond er toch weer een trein stil bij De Haal, niet ver van het voormalige station. Dit kwam doordat er een draadbreuk in de bovenleiding was. Omdat er nog spanning op de gebroken elektriciteitsdraden stond en omdat de trein tussen zwaarbesneeuwde weilanden stond, vond de politie het onverantwoord de 600 passagiers van de gestrande trein te evacueren. Slechts enkele personen, onder wie een zwangere vrouw en passagiers die op luchthaven Schiphol een vlucht moesten halen, mochten de trein verlaten. Achtergebleven passagiers deden via Twitter verslag van de toestand in de trein. Uiteindelijk, na iets meer dan drie uur te hebben stilgestaan werd de trein met behulp van een diesellocomotief naar het station Zaandam Kogerveld gebracht.